# Nicolae Stanciu (football, 1973)
Ne doit pas être confondu avec Nicolae Stanciu (football, 1993).
Nicolae « Nae » Stanciu (né le 13 novembre 1973 à Bucarest) est un footballeur roumain, qui évoluait au poste de défenseur. 

## Biographie
Nicolae Stanciu joue en Roumanie et en Russie. Il dispute neuf matchs en première division russe avec le club de l'Anji Makhatchkala.
Au sein des compétitions continentales européennes, il dispute deux matchs en Ligue des champions, vingt en Coupe de l'UEFA, et trois en Coupe des coupes.

## Palmarès
| Rapid Bucarest - Championnat de Roumanie - Champion (1) : 1999 - Vice-champion (2) : 1998, 2000 - Supercoupe de Roumanie - Vainqueur (1) : 1999 - Finaliste (1) : 1998 - Coupe de Roumanie - Vainqueur (2) : 1998, 2002 - Finaliste (2) : 1995, 1999 Roumanie U23 - King's Cup - Vainqueur (1) : 1996 |